# Le Capricorne
Le Capricorne (französisch für Der Steinbock) ist eine Insel im Géologie-Archipel vor der Küste des ostantarktischen Adélielands.
Französische Wissenschaftler benannten sie 2010 nach dem Tierkreiszeichen Steinbock.